# Кон'юнктива

1 — Склера. 2 — Судинна оболонка. 3 — Канал Шлемма. 4 — Корінь райдужки. 5 — Рогівка. 6 — Райдужка. 7 — Зіниця. 8 — Передня камера ока. 9 — Задня камера ока. 10 — Війчасте тіло. 11 — Кришталик. 12 — Скловидне тіло. 13 — Сітківка. 14 — Зоровий нерв. 15 — Зонулярні волокна.

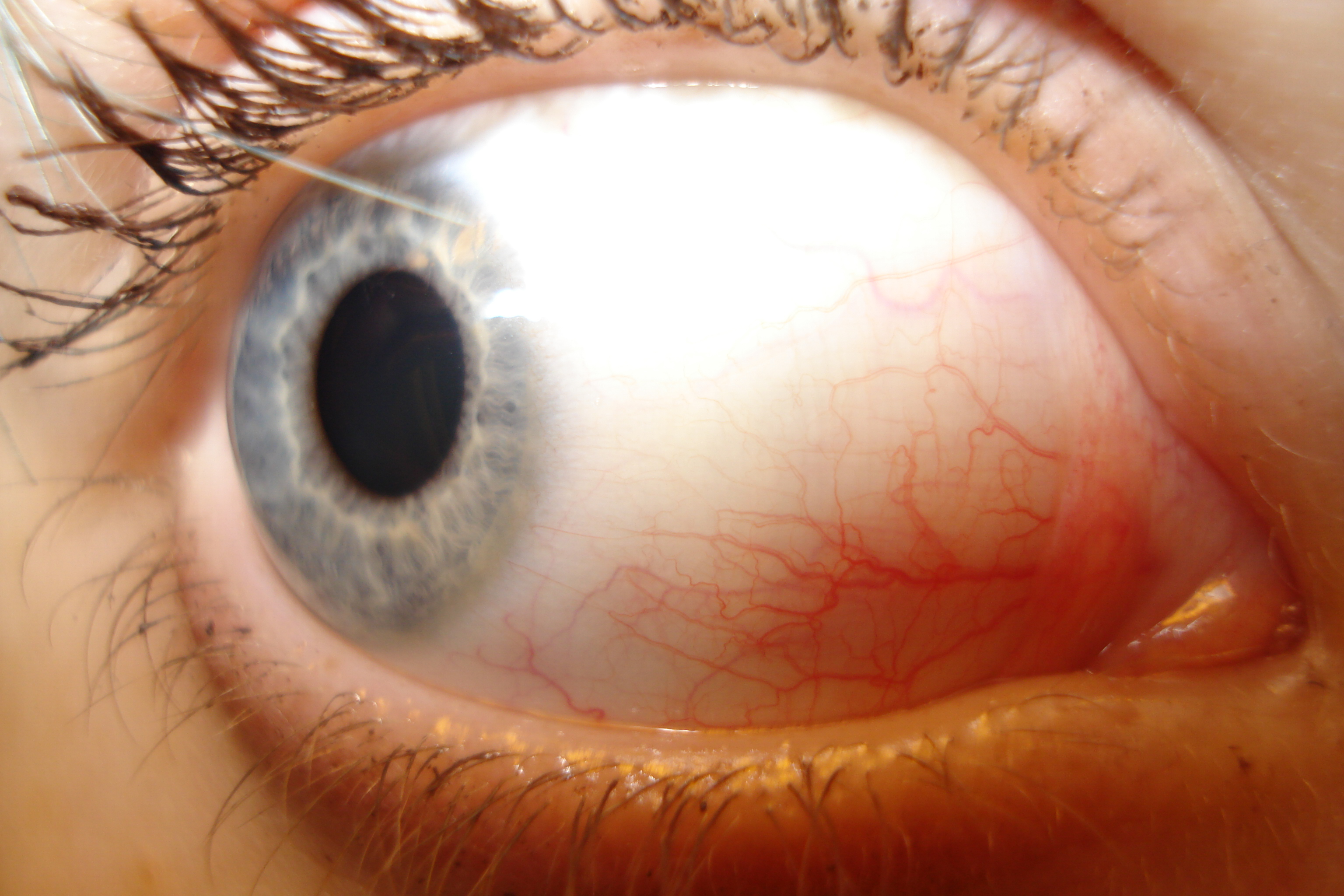
Кровоносні судини кон'юнктиви

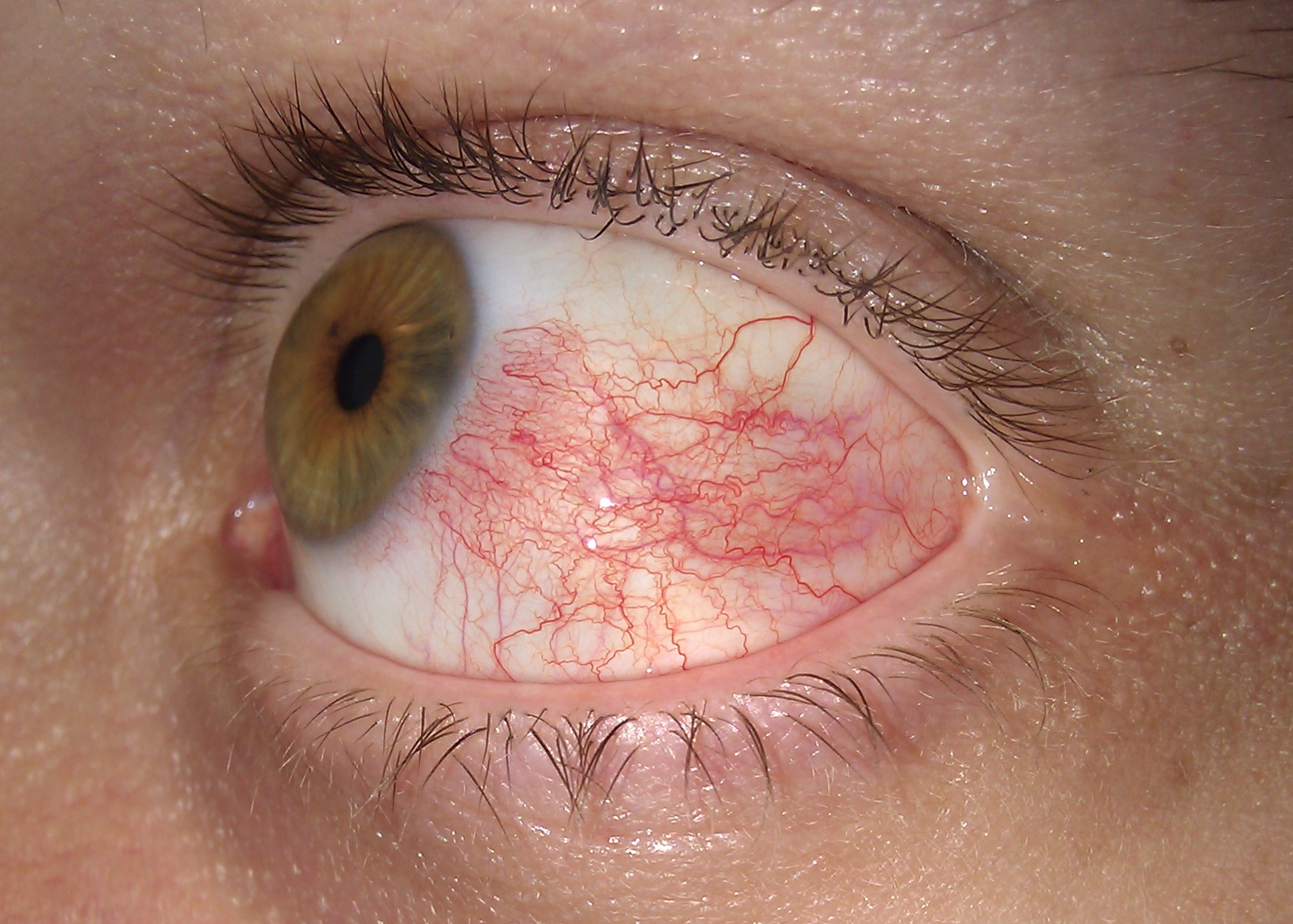
Гіперемія кон'юнктиви

Кон'юнкти́ва (лат. conjunctiva) — сполучнотканинна оболонка орбіти (очної порожнини) передньої частини ока.

## Анатомія
Утворення: багатошаровий циліндричний епітелій.
Вона починається на краю повіки (верхньої і нижньої) і переходить на задню, прилягаючу до очного яблука поверхню повіки. Ця частина кон'юнктиви називається кон'юнктивою повіки (tunica conjunctiva palpebrarum). Кон'юнктивальний перехід верхньої повіки діє як м'який рушничок і розподіляє слізну рідину при її закриванні по рогівці, не пошкоджуючи останню. У глибині очної порожнини кон'юнктива змінює свій напрямок і переходить на передню поверхню очного яблука в напрямку рогівки, рихло сполучаючись зі склерою. Ця частина називається кон'юнктивою очного яблука (tunica conjunctiva bulbi).
Простір, обмежений двома частинами кон'юнктиви, називається кон'юнктивальним мішком (saccus conjunctivae). Його задня частина в глибині очної порожнини називаються склепінням кон'юнктиви (fornix conjunctivae), розрізняють верхнє і нижнє склепіння кон'юнктиви, відповідно за верхньою і нижньою повікою.
Кон'юнктива біля медіального (носового) кута ока утворює додаткову складку, яка називається півмісяцевою складкою чи третьою повікою. У людини вона дуже маленька. У деяких ссавців вона така велика, що може покривати ціле око. У рептилій, пташок і акул треті повіки прозорі і можуть служити, як захисні окуляри перед оком.
У кон'юнктиві містяться додаткові слізні залози. З медіального кута ока кон'юнктива потовщена до сльозового м'ясця (caruncula lacrimalis) . Тут містяться дві слізні точки (puncta lacrimalia), від яких беруть початок два (верхній і нижній) слізні канальці, що проводять слізну рідину в носову порожнину.
Кінцеві гілки кровоносних судин кон'юнктиви у ділянці лімбу утворюють сітку і беруть участь в кровопостачанні рогівки. При запалені рогівки судини з сітки можуть вростати в рогівку, знижуючи її прозорість.

## Клінічне значення
Кон'юнктива оглядається при всіх загальних клінічних обстеженнях. Вона є тонкою, добре постачається кров'ю і непігментована, іноді за станом кон'юнктиви можна виявити деякі зміни крові. Так наприклад при жовтяниці з'являється жовте забарвлення слизової оболонки, при анемії, при шокових станах — біло-порцелянове.
Запалення кон'юнктиви називається кон'юнктивітом. Він виникає при місцевому подразненні (наприклад потрапляння іншорідного тіла) чи укоріненні деяких збудників, а також у перебігу деяких інфекційних захворюваннях (зокрема кір).
Окремі фолікули кон'юнктиви при запальному процесі можуть значно збільшуватися і пошкоджувати рогівку на зразок наждачного паперу.
Кровотеча з кон'юнктивальних капілярів називається гіпосфагмою.